# Diocesi di Bomadi
La diocesi di Bomadi (in latino Dioecesis Bomadiensis) è una sede della Chiesa cattolica in Nigeria suffraganea dell'arcidiocesi di Benin City. Nel 2022 contava 53.772 battezzati su 3.810.000 abitanti. È retta dal vescovo Hyacinth Oroko Egbebo, M.S.P.

## Territorio
La diocesi comprende per intero lo stato di Bayelsa, e in parte quelli di Rivers e del Delta nel sud della Nigeria.
Sede vescovile è la città di Bomadi, dove si trova la cattedrale di Nostra Signora delle Acque (Our Lady of the Waters).
Il territorio è suddiviso in 43 parrocchie.

## Storia
La missione sui iuris di Bomadi fu eretta il 17 marzo 1991, ricavandone il territorio dalle diocesi di Port Harcourt e di Warri.
Il 15 dicembre 1995 la missione sui iuris è stata elevata a vicariato apostolico con la bolla Ex quo sex di papa Giovanni Paolo II.
Il 21 settembre 2017 il vicariato apostolico è stato elevato al rango di diocesi in forza della bolla Quam indefatigatus di papa Francesco.

## Cronotassi dei vescovi
Si omettono i periodi di sede vacante non superiori ai 2 anni o non storicamente accertati.
- Thomas Vincent Greenan, S.P.S. † (17 marzo 1991 - 15 dicembre 1995 dimesso)
- Joseph O. Egerega † (3 marzo 1997 - 4 aprile 2009 dimesso)
- Hyacinth Oroko Egbebo, M.S.P., dal 4 aprile 2009

## Statistiche
La diocesi nel 2022 su una popolazione di 3.810.000 persone contava 53.772 battezzati, corrispondenti all'1,4% del totale.
| anno | popolazione | popolazione | popolazione | presbiteri | presbiteri | presbiteri | presbiteri                | diaconi | religiosi | religiosi | parrocchie |
| anno | battezzati  | totale      | %           | numero     | secolari   | regolari   | battezzati per presbitero | diaconi | uomini    | donne     | parrocchie |
| ---- | ----------- | ----------- | ----------- | ---------- | ---------- | ---------- | ------------------------- | ------- | --------- | --------- | ---------- |
| 1999 | 15.800      | 1.617.000   | 1,0         | 10         | 7          | 3          | 1.580                     |         | 3         | 6         | 6          |
| 2000 | 15.950      | 1.700.000   | 0,9         | 15         | 12         | 3          | 1.063                     |         | 3         | 2         | 6          |
| 2001 | 16.000      | 1.767.000   | 0,9         | 12         | 9          | 3          | 1.333                     |         | 4         |           | 8          |
| 2003 | 19.000      | 1.836.000   | 1,0         | 16         | 15         | 1          | 1.187                     |         | 2         | 3         | 9          |
| 2010 | 27.365      | 2.658.000   | 1,0         | 22         | 17         | 5          | 1.243                     |         | 7         | 4         | 19         |
| 2014 | 32.873      | 2.867.000   | 1,1         | 34         | 25         | 9          | 966                       |         | 10        | 50        | 23         |
| 2017 | 38.180      | 3.062.000   | 1,2         | 30         | 23         | 7          | 1.272                     |         | 7         | 67        | 24         |
| 2018 | 40.000      | 3.207.962   | 1,2         | 41         | 32         | 9          | 975                       |         | 9         | 56        | 25         |
| 2020 | 42.000      | 3.398.400   | 1,2         | 50         | 41         | 9          | 840                       |         | 9         | 56        | 43         |
| 2022 | 53.772      | 3.810.000   | 1,4         | 62         | 51         | 11         | 867                       |         | 16        | 10        | 43         |